# Tarpejischer Fels
Koordinaten: 41° 53′ 29,4″ N, 12° 28′ 56,8″ O

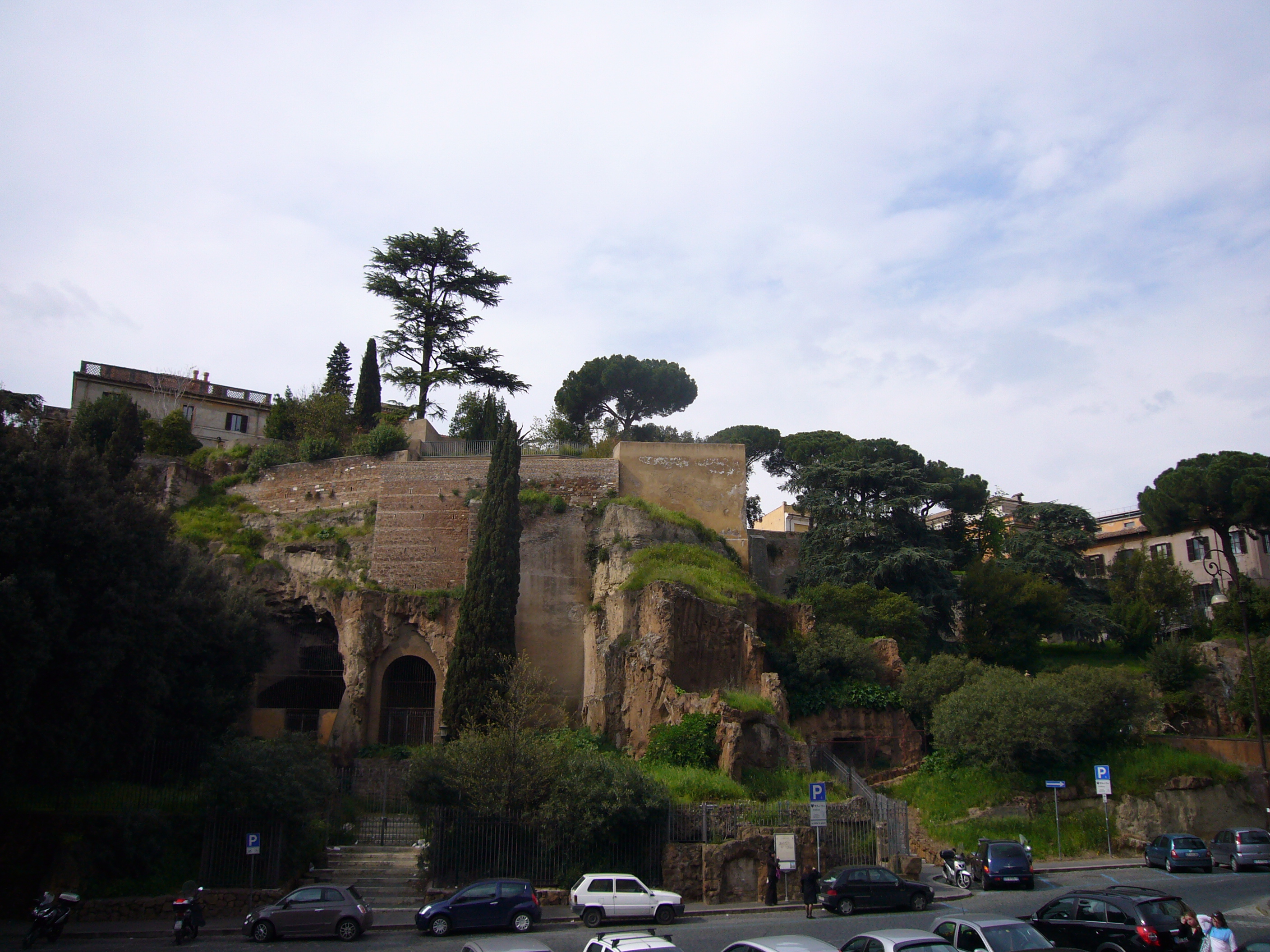
Tarpejischer Fels heute

Mit Tarpejischer Fels (lateinisch saxum tarpeium oder auch rupes tarpeia, italienisch rupe Tarpea) wurde im antiken Rom die südliche Spitze des Kapitolhügels bezeichnet, von der aus Todesurteile durch Hinabstoßen vom Fels (Felsensturz) vollstreckt wurden.
In der archaischen Zeit, also noch vor der Errichtung des Jupitertempels, hieß der Kapitolshügel mons tarpeius. Später wurde nur noch der Fels am Südostabhang des Kapitols Tarpejischer Felsen genannt. In Rom führt heute die Via di Monte Tarpeo vom Kapitolshügel in Richtung der Ruinen des Forum Romanum hinunter.

## Legende
Nach Titus Livius’ Erzählung vom Raub der Sabinerinnen ist der Name des Felsens auf die vestalische Jungfrau Tarpeia zurückzuführen. Diese sei die Tochter von Spurius Tarpeius, dem Kommandanten des Kapitols in Rom, gewesen. Nach der von Titus Livius überlieferten Legende öffnete Tarpeia den Sabinern die Tore der Kapitols-Burg unter der Bedingung, dass sie ihr das, was sie am linken Arm trugen, zu übergeben hätten. Nachdem sie die Burg besetzt hatten, hätten die Sabiner Tarpeias Bedingung aber böswillig interpretiert und, anstatt ihr ihren Goldschmuck zu geben, sie mit ihren Schilden – die sie ebenfalls am linken Arm trugen – erstickt und vom Felsen gestürzt.
Einer abweichenden Version der Legende zufolge wollte Tarpeia mit ihrer Bedingung den Sabinern ihre Schilde nehmen, um den römischen Soldaten den Kampf zu erleichtern.
Nach Properz (IV, 4) dagegen beging Tarpeia ihren Verrat aus Liebe zu Titus Tatius, dem König der Sabiner. Kollektivmord und Felsensturz kommen in dieser abweichenden Legende nicht vor.
Nach einer anderen Überlieferung war Spurius Tarpeius das erste Opfer des Felsensturzes. Dieser habe den Sabinern das Kapitol ausliefern wollen und sei deswegen durch die Tochter des Romulus zum Tode verurteilt worden.

## Geschichte
In historischer Zeit diente der Tarpejische Fels zur Vollstreckung von Todesurteilen wegen Meineids, Inzests (Tacitus, Annales 4,36,1), Verrats und Überlaufs, aber auch wegen Flucht oder Verrats am Herrn durch Sklaven. Der früheste Fall ist bei Dionysios von Halikarnassos (Dion. Hal. 10,31, 3–4) dokumentiert. Danach sollte ein Liktor vom Felsen gestürzt werden, weil der seinen Amtsboten (viator) vertrieben habe. Die Verurteilten wurden den Steilhang hinabgestürzt. Der Sturz vom Tarpejischen Felsen war die schärfste Gewaltmaßnahme im Rahmen der tribunizischen Gewaltbefugnisse. Die letzte bezeugte Exekution dieser Art fand unter Kaiser Claudius im Jahre 43 n. Chr. statt (Cassius Dio 60,18,4), zu einem ungewissen späteren Zeitpunkt wurden solche Hinrichtungen ausdrücklich verboten (Digesten 48,19,25,1).
Von einer Feierlichkeit zu Ehren der Tarpeia, die im Kapitol jährlich stattgefunden haben soll, berichtete Dionysios von Halikarnassos.